# Nannacara quadrispinae
Nannacara quadrispinae är en fiskart som beskrevs av Wolfgang Staeck och Anton Karl Schindler 2004. Nannacara quadrispinae ingår i släktet Nannacara och familjen Cichlidae. Inga underarter finns listade i Catalogue of Life.